# سري نكر
سري نكر (بالأردية: سری نگر) (بالإنجليزية: Srinagar) مدينة هندية، وهي العاصمة الصيفية لولاية جامو وكشمير، ومركز مقاطعة تحمل ذات الاسم. عدد سكانها حسب تعداد سنة 2001 هو 990,548، مساحتها 1,250,173 كم² وكثافة السكان 2,228 لكل كم².

## وصف
هي العاصمة الصيفية لإقليم كشمير في أقصى شمال الهند. تقع المدينة في وادي كشمير على ضفاف نهر جيلوم. تعد أكبر مدينة هندية غالبية سكانها من غير الهندوس. حيث يشكل المسلمون 96% من السكان، وتبلغ نسبة الهندوس 2.75%، والبقية من السيخ والبوذية والجاينية.

## توأمة
لسري نكر اتفاقيات توأمة مع:
- كامبو غراندي

## أعلام
- هيو كييس-بيرن
- علي شاه شاك
- ريتشارد أوكونور
- عايشة جولكا
- شيخ محمد عبد الله
- جوانا لوملي
- فيدو فينود تشوبرا
- رام ناث شوبرا